# Inselbach (Adenbach)
Der Inselbach ist ein knapp einen halben Kilometer langer orographisch rechter Zufluss des Adenbach auf dem Gebiet der rheinland-pfälzischen Landkreise Roth.

## Verlauf
Der Inselbach entspringt im Naturraum Moschelhöhen des Nordpfälzer Berglandes auf einer Höhe von 393 m ü. NHN in der gleichnamigen Flur in einem Waldstreifen am südlichen Fuße des 344,3 m hohen Eichelbergs liegt gut einen haben Kilometer südlich des Becherbacher Ortsteils Roth. Seine Quelle liegt direkt an der Landkreisgrenze von Bad Kreuznach zu Kusel gerade noch auf dem Gebiet der zum Landkreis Kusel gehörenden Ortsgemeinde Adenbach.
Der Bach fließt zunächst in südwestlicher Richtung in einen Waldstreifen durch ein Kerbtal zwischen dem Eichelberg auf der rechten Seite und der Anhöhe Krämmel  (356,2 m) auf der linken an der Kreisgrenze entlang und mündet dann in der Flur Am Damm auf einer Höhe von etwa 249 m von rechts in den aus dem Süden kommenden Adenbach.

## Daten
Der Inselbach entwässert über den Adenbach, den Odenbach, den Glan, die Nahe und den Rhein in die Nordsee. Der Höhenunterschied von seiner Quelle bis zu seiner Mündung beträgt 44 m, was bei einer Lauflänge von 486 m einem mittleren Sohlgefälle von etwa 91 ‰ entspricht.